# 奥兰治派 (比利时)
奥兰治派（法语）是比利时的一个政治派系，支持将比利时纳入短命的荷兰联合王国（1815-1830）。1830年比利时独立后，佛兰德和瓦隆尼亚的奥兰治主义情绪一度寻求复辟荷兰联合王国。这是一场由荷兰国王威廉一世领导的运动，是其“坚持政策”（Volhardingspolitiek）的一部分，吸纳了大多数比利时精英群体（包括贵族和实业家成员）。最著名的弗拉芒奥兰治主义者有扬·弗兰斯·威廉斯和伊波利特·梅德彭宁恩。虽然奥兰治派认为比利时国家机构是非法的并拒绝参加议会选举，但他们还是参加了省市级的地方选举，并从中通过政治行动和积极的新闻活动来对抗新成立的比利时。19世纪30年代，至少有3次奥兰治派政变被挫败。虽然奥兰治派在《伦敦条约》签订（1839年）和威廉一世退位（1840年）之后失去了荷兰在财政及政治上的支持，但式微的比利时奥兰治派在与比利时独立的斗争中一直延续到19世纪50年代。
奥兰治派是后来的大荷兰运动的一个灵感来源，尽管该运动并不完全是君主主義。

## 比利时奥兰治派成员
- 威廉·安德烈亚斯·德卡特斯（荷兰语：Willem Andreas de Caters）
- 彼得鲁斯·约瑟夫·德卡特斯（荷兰语：Petrus Jozef de Caters）
- 约翰·科克里尔
- 阿尔贝特·科赫尔斯（荷兰语：Albert Cogels）
- 亨利·格雷瓜尔（法語：Henri Grégoire，1794-1854）
- 埃内斯特·格雷瓜尔（荷兰语：Ernest Grégoire）
- 弗洛伦特·范埃特博恩（荷兰语：Florent van Ertborn）
- 伊波利特·梅德彭宁恩（英语：Hippolyte Metdepenningen）
- 埃马纽埃尔·范德林登·德霍赫福斯特（荷兰语：Emmanuel van der Linden d'Hooghvorst）
- 皮埃尔·路易·约瑟夫·塞尔韦·范霍伯尔斯罗伊（荷兰语：Pierre Louis Joseph Servais van Gobbelschroy）
- 爱德华·雅克曼（荷兰语：Edouard Jaequemyns）
- 伊波利特·罗兰（荷兰语：Hippolyte Rolin）
- 克莱芒·德贝尔莱蒙（荷兰语：Clément de Berlaymont）
- 博勒曼上校（荷兰语：Kolonel Borremans）
- 蒂埃里·德林堡·斯蒂吕姆（荷兰语：Thierry de Limburg Stirum）
- 夏尔·莫雷尔（法語：Charles Morel）
- 乔治·利布里-巴尼亚诺（義大利語：Giorgio Libri-Bagnano）
- 扬·弗兰斯·威廉斯（荷兰语：Jan Frans Willems）
- 普吕登斯·范德伊瑟（荷兰语：Prudens Van Duyse）
- 皮埃尔-泰奥多尔·费尔哈亨（荷兰语：Pierre-Théodore Verhaegen）
- 维克托·德·托纳科
- 奥古斯特·范德梅勒（荷蘭語：Auguste Van der Meere）

### 现今
- 路易·托巴克（英语：Louis Tobback）（社会主义政治家）[2]
- 西格弗里德·布拉克（英语：Siegfried Bracke）（佛兰芒民族主义政治家，前记者）[3]
- 赫尔曼·巴尔塔扎（荷兰语：Herman Balthazar）（历史学家、教授、前东佛兰德省省长）[4]
- 海尔特·范伊斯滕达尔（英语：Geert van Istendael）（作家、诗人、散文家）[5]
- 鲍勃·科尔斯（荷兰语：Bob Cools）（社会主义政治家，安特卫普前市长）[6]